# Cefaclor
Il  cefaclor  o cefacloro è un principio attivo che si utilizza contro infezioni da batteri Gram positivi e alcuni negativi, appartiene alla classe delle cefalosporine di seconda generazione.

## Usi medici
Cefaclor appartiene alla famiglia degli antibiotici noti come cefalosporine. Le cefalosporine sono antibiotici ad ampio spettro che vengono utilizzati per il trattamento di setticemia, polmonite, meningite, infezioni del tratto biliare, peritonite e infezioni del tratto urinario. La farmacologia delle cefalosporine è simile a quella delle penicilline, l'escrezione è principalmente renale. Le cefalosporine penetrano male nel liquido cerebrospinale a meno che le meningi non siano infiammate; la cefotaxima è una cefalosporina più adatta del cefaclor per le infezioni del sistema nervoso centrale, ad es. meningite. Cefaclor è attivo contro molti batteri, inclusi gli organismi Gram-negativi e Gram-positivi.

## Controindicazioni
Le precauzioni comprendono la nota sensibilità agli antibatterici beta-lattamici, come le penicilline (Cefaclor deve essere evitato se esiste una storia di reazione di ipersensibilità immediata); insufficienza renale (non è necessario alcun aggiustamento della dose, sebbene il produttore consigli cautela); gravidanza e allattamento; glucosio urinario falso positivo e test di Coombs falso positivo. È stato anche riportato che Cefaclor provoca una reazione simile alla malattia da siero nei bambini.

### Spettro dell'attività
Cefaclor è spesso usato contro i batteri responsabili di causare infezioni della pelle, otite media, infezioni del tratto urinario e altri. Cefaclor ha dimostrato di essere attivo contro la maggior parte dei ceppi dei seguenti microrganismi, sia in vitro che nelle infezioni cliniche: aerobi Gram-positivi - Stafilococchi (compresi ceppi di coagulasi positivi, coagulasi negativi e penicillinasi), Streptococcus pneumoniae e Streptococcus piogeni (streptococchi emolitici di gruppo A β). Quanto segue rappresenta i dati di suscettibilità al MIC per alcuni microrganismi significativi dal punto di vista medico:
- Haemophilus influenzae: 0,03 µg / mL - 128 µg / mL
- Staphylcoccus aureus: 0,6 µg / mL - 128 µg / mL
- Streptococcus pyogenes: 0,06 µg / mL - 4 µg / mL

## Dosaggi
- 250 mg da somministrare ogni 8 ore (dose massima 4 g al giorno)

## Effetti indesiderati
Il principale effetto collaterale delle cefalosporine è l'ipersensibilità. I pazienti sensibili alla penicillina saranno anche allergici alle cefalosporine, a seconda della generazione di cefalosporine. La percentuale precedente di tassi di reattività crociata del 10% è spesso sopravvalutata. Le reazioni allergiche possono presentarsi come, ad esempio, eruzioni cutanee, prurito (prurito), orticaria, reazioni sieriche simili alla malattia con eruzioni cutanee, febbre e artralgia e anafilassi. La frequenza e la gravità delle reazioni simili alla malattia da siero nei bambini ha portato i ricercatori a mettere in discussione il suo ruolo nella malattia pediatrica.
Altri effetti collaterali includono disturbi gastrointestinali (ad es. diarrea, nausea e vomito, disturbi addominali, disturbi agli enzimi epatici, epatite transitoria e ittero colestatico) e mal di testa . Gli effetti collaterali rari includono eosinofilia e disturbi del sangue (tra cui trombocitopenia, leucopenia, agranulocitosi, anemia aplastica e anemia emolitica); nefrite interstiziale reversibile; iperattività, nervosismo, disturbi del sonno, allucinazioni, confusione, ipertonia e vertigini. È stata segnalata necrolisi epidermica tossica. Nel Regno Unito, il Comitato per la sicurezza dei medicinali (CSM) ha avvertito che il rischio di diarrea associata a colite da antibiotici è più probabile con dosi più elevate.
Fra gli effetti collaterali più frequenti si riscontrano diarrea, dolore addominale, nausea, vomito, sindrome di Stevens-Johnson, trombocitopenia.

## Interazioni

### Warfarin
Le cefalosporine probabilmente aumentano l'effetto anticoagulante delle cumarine (ad es. Warfarin) - il cambiamento delle condizioni cliniche del paziente, in particolare associato a malattie del fegato, malattie intercorrenti o somministrazione di farmaci, richiede test più frequenti di INR (International Normalised Ratio - indicatore del tempo di protrombina) e aggiustamento della dose, se necessario.

### Probenecid
L'escrezione di cefalosporine è ridotta da probenecid (con conseguente aumento delle concentrazioni di farmaco nel plasma sanguigno).

### Antiacidi
L'assorbimento di cefaclor è ridotto dagli antiacidi. Pertanto, gli antiacidi non devono essere assunti prima o contemporaneamente a cefaclor.